# アナ・パウケル
アナ・パウケル（Ana Pauker, 1893年12月13日 - 1960年6月3日） は、ルーマニアの共産政治家。1947年から1952年にかけて同国の外務大臣を務めた。彼女は世界初の女性の外務大臣でもあった。第二次世界大戦が終わった直後のルーマニア共産党において、非公式の指導的立場にあった。

## 生い立ちと政治活動

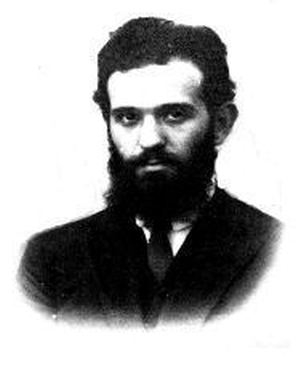
マルチェル・パウケル

1893年、ルーマニア王国ヴァスルイ県コダエシュティ（モルダヴィアの中部）にて、正統派ユダヤ教徒の家庭に生まれた。生誕時の名前は「ハナ・ラビンソン」(Hannah Rabinsohn)。父親のツヴィ＝ハルシュ・カウフマン・ラビンソン(Tsvi-Hersh Kaufman Rabinsohn, 1858 - 1951)は屠殺解体職人で、スィナゴーグ(Synagogue)の役人でもあった。母親のサラ・ラビンソン(Sarah Rabinsohn)は小規模の食品販売店を営んでいた。夫婦の間には4人の子供がいたが、4人のうちの2人は幼くして死亡した。
若い頃のアナは、ブカレストにあるユダヤ人の小学校で教員をやっていた。彼女の弟はユダヤ民族主義者(Zionist)であり、ユダヤ教への信仰心を保持し続けていたのに対し、彼女は社会主義を選んだ。1915年にルーマニア社会民主党(The Social Democratic Party of Romania)に入党した。この政党は1918年に「ルーマニア社会党」(The Socialist Party of Romania)に改名した。1921年5月8日から5月12日にかけて開催された党大会後に主導権を掌握したボリシェヴィーク派の1人として活動した彼女は、社会主義・共産党（のちのルーマニア共産党）の名のもとでコミンテルン(Communist International)に参加した。
ブカレストの生まれで、共産活動家のマルチェル・パウケル(Marcel Pauker, 1896 - 1938)と出会い、1921年に結婚。アナは夫ともに党幹部の1人になった。夫婦は1923年と1924年に政治活動を理由に逮捕され、1926年と1927年にはベルリン、パリ、ウィーンに亡命した。1928年、アナはモスクワに移住し、共産主義運動における主席指導者を養成する機関、国際レーニン学校(International Lenin School)に入学した。1930年代のコミンテルンにおいてクレムリン(кремль)の最重要代表者であったドミートリー・マヌイスキー(Дмитрий Мануильский)との結び付きを強めるようになった。

## 共産指導者として
フランスに渡ったアナはコミンテルンの指導員となり、バルカン半島内部の他の場所での共産主義運動にも関与するようになった。1935年、故郷ルーマニアに帰国した彼女は逮捕され、逃走しようとしたところ、両脚を撃たれた。広く報じられた裁判の場では、アナは他の有力な共産幹部とともに重大被告人とみなされ、禁錮10年の刑を言い渡された。1941年5月、ルーマニア政府は彼女をソヴィエト連邦に亡命させ、それと引き換えにスファトゥール・ツァーリイ（Sfatul Țării, 1918年3月27日、ベッサラビアのルーマニアへの併合に賛成したベッサラビアの議会）の元議員で、1940年にソ連がベッサラビアに侵攻して占領した際、ソ連に拘束されたイオン・コドレアヌ(Ion Codreanu)を送り込んだ。アナの夫のマルチェル・パウケルは1937年3月21日にNKVDからスパイ容疑をかけられて逮捕された。マルチェルはヨシフ・スターリン(Иосиф Сталин)による大粛清(великая чистка)の犠牲となり、1938年8月16日に銃殺刑に処せられた。アナは夫マルチェルを「トロツキストであり、裏切り者である」として糾弾した、との噂が流れたことがあるが、のちに公開されたコミンテルンの記録文書によれば、彼女はその噂を何度となく否定したという。

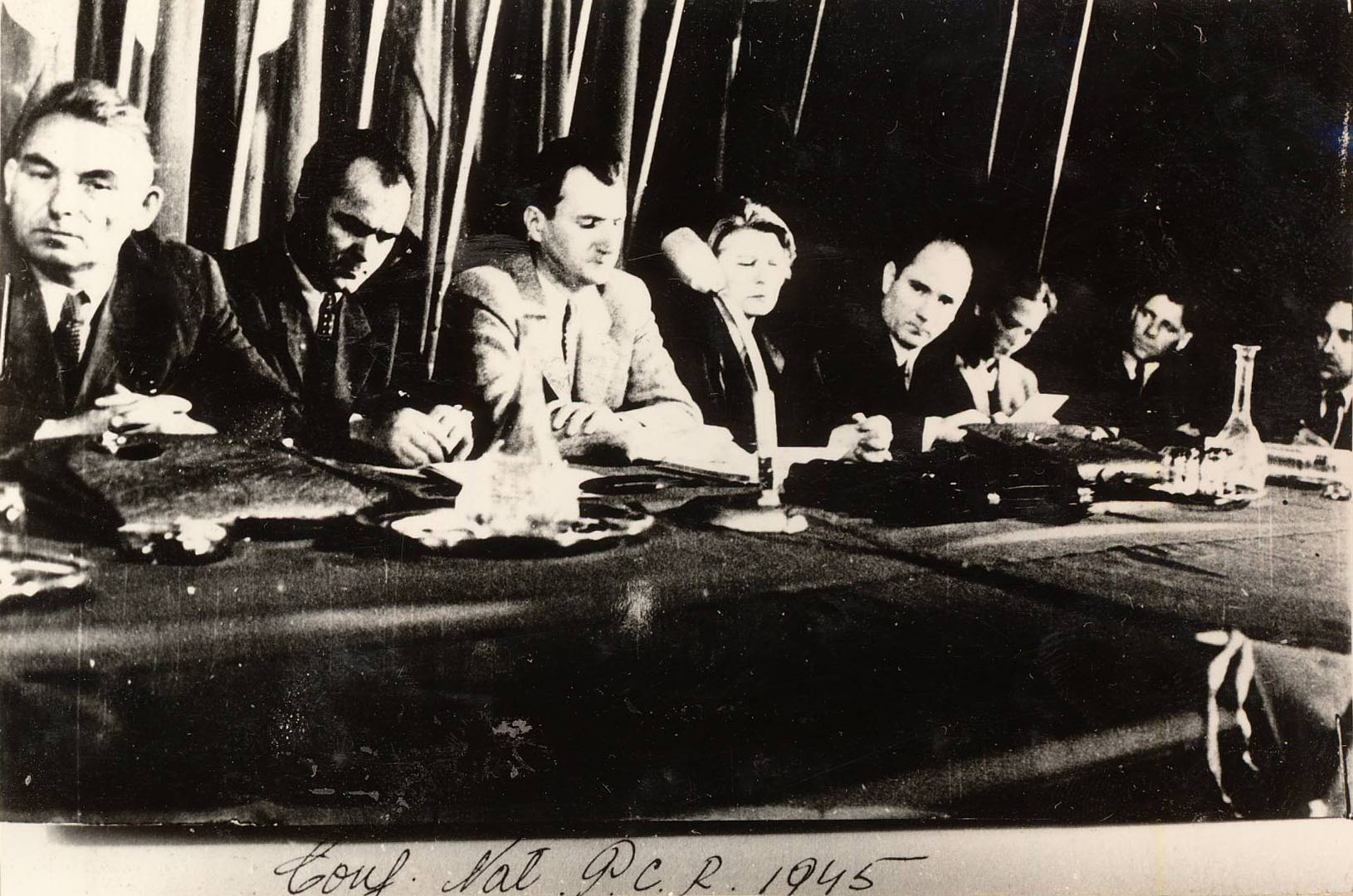
1945年10月のルーマニア共産党大会での様子。左から4番目の人物がパウケル

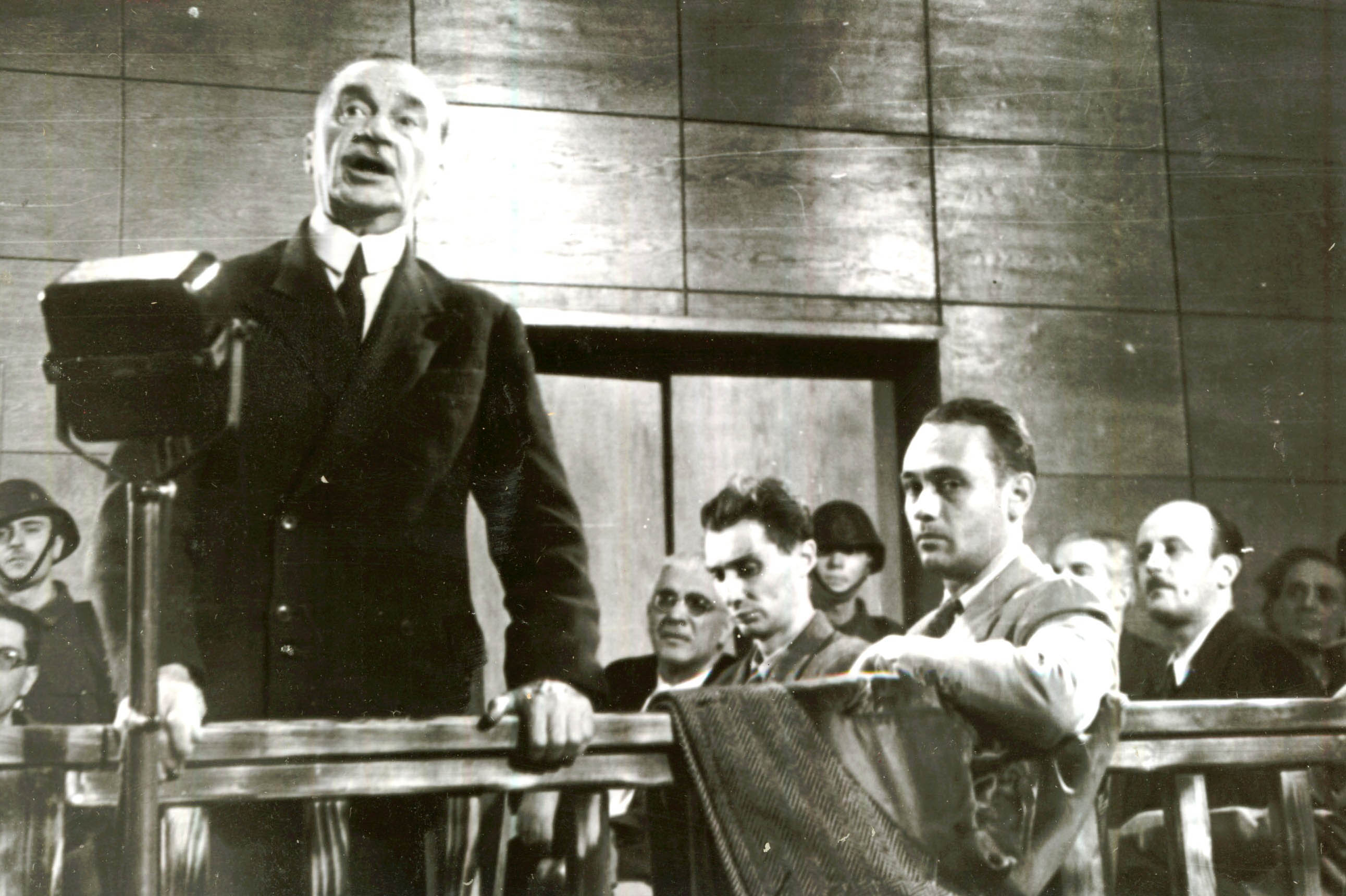
イウリウ・マニウの裁判の様子

モスクワでの彼女は、ルーマニアから亡命してきた共産主義指導者として活動し、のちに「モスクワ派」と呼ばれるようになった。1944年、ソヴィエト赤軍がルーマニアに進駐すると彼女は故郷に帰国し、第二次世界大戦後に共産主義者が権勢を振るう政府の一員となった。1947年11月、共産主義者ではなかった政治家で外務大臣のゲオルゲ・タタレスク(Gheorghe Tătărescu)がパウケルの手で追放され、彼女はその後釜として外務大臣に就任した。彼女は（現代世界において）世界初の女性の外務大臣の地位に就いた。
何よりも重要なのは、ルーマニア共産党の指導部におけるパウケルの立ち位置であった。彼女は自分が「女性であること、知識人であること」を理由にルーマニア共産党の書記長になることを固辞し、自分の代わりにゲオルゲ・ゲオルギウ＝デジ(Gheorghe Gheorghiu-Dej)に書記長の座を任せよう、と提案した。彼女は公式には党執行部における二番目の地位にあり、4人からなる中央委員会書記局の一員でもあった。「20世紀に最も強大な政治権力を獲得したユダヤ人女性である」ことはほぼ間違いなく、アナ・パウケルは戦後まもない時期のルーマニア共産党内において、実質的な政治指導者の地位にあった、と考えられている。タイム誌は1948年9月20日号の表紙にパウケルの肖像画を掲載して彼女を特集し、「The most powerful woman alive」（「存命する最も影響力ある女性」）と書いた。彼女はルーマニア共産党の政治において「鉄の女」(Iron Lady)と呼ばれ、率直なスターリニストであり、ルーマニア国内におけるモスクワの最重要代理人とみなされていた。
アナ・パウケルがルーマニアを共産主義に染めるにあたって極めて重要な役割を果たしたことについては疑いの余地は無い。しかしながら、戦後まもなくの時期のルーマニア共産党指導部におけるパウケルは、穏健派の勢力として台頭していた。1945年、パウケルは、数万人に及ぶ大規模なルーマニア国民の逮捕と粛清に加担した。粛清の対象となったのは、ファシストのイオン・アントネスク(Ion Antonescu)政権と関係があったルーマニア人であった。一方で、1945年8月の時点で、パウケルは、内務大臣のテオハリ・ジョルジェスク(Teohari Georgescu)とともに、逮捕した者たちについては、その内の2、3千人を除いて釈放し、ファシズム政党・鉄衛団（「ガルダ・デ・フィエル」、Garda de Fier, 反共主義、反ユダヤ主義を掲げた。宗教はルーマニア正教会・キリスト教神秘主義）の党員で重大な犯罪を犯してはおらず、武器を差し出した者に対しては恩赦を与えよう、と申し出た。1944年の末から1945年初頭にかけて、彼女は国民農民党(The National Peasants' Party)と国民自由党(The National Liberal Party)とのより広範な連立の創設を推進しようとしたが、その案はヨシフ・スターリンに却下された。1945年3月に誕生したルーマニア共産党が主導する政権は、より限定的な形ではあるが、ゲオルゲ・タタレスク率いる国民自由党の一派との連合で構成されることになった。この時期のパウケルは、本人がのちに「ある種の社会民主主義的な政策」と表現したように、鉄衛団の元党員を含めた50万人という大規模な人数を、厳密な検証作業を行うことなく、共産党員として採用した。この大量採用は、のちにパウケルが粛清される際の批判・攻撃の材料にされ、すぐさま覆された。パウケルの政策について調査を行った党委員会の最終報告書（1954年に発行）は、1945年にパウケルが鉄衛団の党員や「別の団体」にも党の門戸を開いたことが、パウケルの「反革命的な態度」を象徴する二つの重要要素のうちの1つであること、もう一つは、1948年5月14日に建国されたイスラエル国へのユダヤ人の大量移住を推進しようとした行為にある、と結論付けた。1947年には大量の逮捕者が出ることになり、粛清は猛威を振るった（これには、国民農民党や国民自由党の党員、恩赦を受けた鉄衛団の党員も含まれる）。パウケルに採用され、ルーマニア共産党に入党した者たちの多くは、1948年から1950年にかけて粛清・追放された。パウケルは「共産主義と敵対する野党の指導者を捕えよ」というソ連からの命令には従ったものの、名前が知れ渡っていた国民農民党の幹部、コルネリウ・コポス(Corneliu Coposu)とギツァ・ポップ(Ghiță Pop)の逮捕には反対した、と伝えられており、国民農民党の党首、ユウリウ・マニウ(Iuliu Maniu)の裁判の場では、「温情ある判決を下してほしい」と裁判長に訴えた。これについては、1949年に逮捕されたトランスィルヴァニア作家協会の事務局長、イオン・クーリア(Ion Cârja)が明らかにしている。この裁判の裁判長を務めたのはルーマニアの軍人で大佐のアレクサンドル・ペトレスク(Alexandru Petrescu)であった。マニウは終身刑を宣告され、刑務所に送られた。

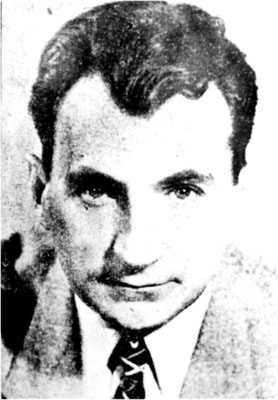
ルクレチウ・パトラシュカーヌ

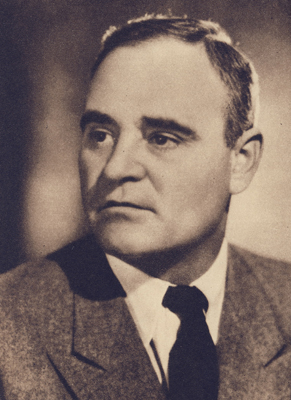
ゲオルゲ・ゲオルギウ＝デジ

歴史家のノーマン・ナイマーク(Norman Naimark)は、戦後のルーマニア共産党におけるアナ・パウケルの経歴を再検討し、「1945年から1948年にかけてのパウケルの政策は、ポーランドの共産指導者、ヴワディスワフ・ゴムウカ(Władysław Gomułka)が取った政策に酷似している。彼女は『画期的な』政党との連合を促進し、『資本主義的な』政治家との歩み寄りを奨励し、社会民主主義者や自由主義者に対する迫害を止めさせようと努力した」と書いている。
1947年以降、冷戦による圧力下で共産党政権のスターリニズムの色が強まるにつれて、これらの矛盾はさらに増大していく。アナ・パウケルは「スターリンとソ連に対して狂信的までに忠実」であり、本人も「私にとって、ソ連当局からの言葉こそが唯一無二の真実だ・・・ソ連から何か要求されればそれを実行するし、『火の中に飛び込め』と言われれば、危険を承知でそうしただろう」と述べたこともあるほどの非情なスターリニストであった。その一方で、ソ連が全衛星国に対して独占的な覇権主義路線を強要した強大なスターリニズムを掲げたコミンフォルム(Коминформ, 1947年に設立された国際共産組織)の時代のパウケルは、クレムリンと対立する政策を数多く推進していた。1948年、コミンフォルムは全ての東側諸国に対して、パウケルが実施した共産党員の大量採用、のちの党員の粛清についての検証を命じたが、パウケルはこれに反対した。
1949年、パウケルはドナウ・黒海運河の建設に反対した。パウケル自身の証言によれば、これはスターリン自ら表明していた事業であった。1949年から1952年にかけて、ヨシップ・ブロズ・ティトー(Јосип Броз Тито)に対するソ連の共産ブロック全体の組織的な運動の一環として、スペイン内戦とヴィシー政権時代のフランスでの地下組織に加担したルーマニアの退役軍人の粛清にも反対した。少なくとも、ルーマニア国内においては、のちにパウケルが失脚してから数か月が経過するまでは大規模な粛清は起こらなかったため、彼女がその弾圧に関与したことは無い。
彼女は他の党員や仲間たちから「法務大臣のルクレチウ・パトラシュカーヌ(Lucrețiu Pătrășcanu)を裁判にかける、というスターリンの計画に抵抗した」と報告され、「パトラシュカーヌの事件の捜査に対して妨害工作を行い、延期させた」と、秘密警察・セクリターテ(Securitate)のソヴィエト首席顧問から非難された。パトラシュカーヌはスターリニズムの教義に反対したことでゲオルギウ＝デジと対立していた人物であった。歴史家の間では論争が続いている議題であるが、ルーマニアの公文書にはパトラシュカーヌに対するパウケルの立場についての証拠が欠乏しており、パトラシュカーヌの捜査について政治局(Политбюро)が残した記録は、ゲオルギウ＝デジの命令で全て破棄されてしまっていた（「ルクレチウ・パトラシュカーヌの動静を把握する目的で設立された党委員会の報告書、1968年6月29日に党指導部に提出」 ルーマニア共産党中央委員会執行記録文書）。
さらにパウケルは、1950年の春から1952年の春にかけて、およそ10万人規模のユダヤ人のイスラエルへの移住を促進するための支援も行っていた。ソ連の全衛星国がユダヤ人の移住を禁止し、スターリンによる人口抑制政策により、移住や旅行に対しては制限がますます厳しくなっていた時期でもあった。のちに乳癌を患っていることが判明し、1950年の夏にクレムリンにある病院に入院していたころ、パウケルはソ連の命令で実施された集団農場に毅然と反対した。彼女は集団農場について、「我が党の路線に完全に反しているし、共産思想の根幹をなす土台にも間違いなく反する」と怒りをあらわにして非難し、集団農場に押し込められた農民たちが民間の農場に戻るのを認めさせ、1951年を通じて、更なる農業集団化を実質的な中断に追い込んだ。これについては、ゲイル・クリグマン(Gail Kligman)とキャスリン・ファーデリー(Katherine Verdery)も同意している。彼らは「1948年にソ連がルーマニアに対して農業集団化を要求したのち、アナ・パウケルは一貫して段階を追う形での方策でソ連に対抗しようとした」と書いている。1947年以降、パウケルはソ連からの「助言者」の言葉を無視して農産物の価格上昇に賛成し、同時にクラーク(кулак, 自営業を営む農家)を新興の社会主義秩序へ融合させ、彼らに対する差別的扱いを撤廃することに支持を表明したため、スターリンはパウケルが運命的に「農民主義的であり、マルクス主義の政策から逸脱している」と非難するようになった。
パウケルのような「モスクワ派」（彼女と同じく、党員の多くがモスクワで数年間亡命暮らしを送っていたことから、このように呼ばれる）と「獄中派」（その多くはファシスト政権の時期にドフタナ刑務所で過ごしていた）は敵対状態にあった。「獄中派」の事実上の指導者であったゲオルゲ・ゲオルギウ＝デジは、集団農場の強化を支持し、ルクレチウ・パトラシュカーヌの見せしめ裁判を後押しした。パトラシュカーヌは1954年に銃殺刑に処せられた。ゲオルギウ＝デジは冷酷なスターリニストであったが、ソ連の影響力の重圧に対しては不快感も覚えていた。ゲオルギウ＝デジはのちの脱スターリン化に伴い、ルーマニアの指導者としてニキータ・フルシチョフ(Никита Хрущев)に対して断固とした敵対姿勢を見せた際にそれが明らかとなる。

## 失脚

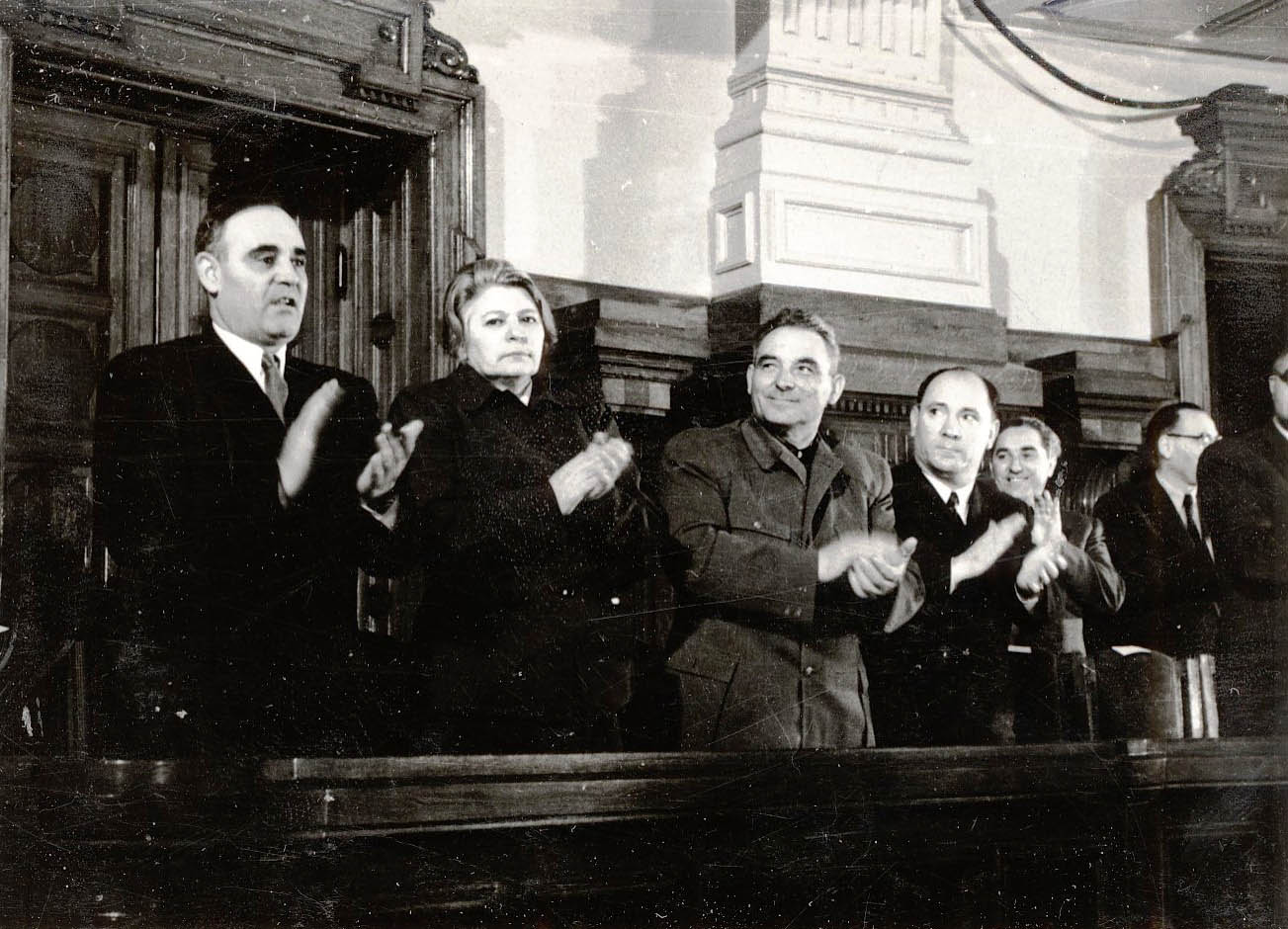
1951年4月7日、ルーマニア大国民議会にて（左から2番目の人物がパウケル）

スターリンの疑心暗鬼は強まりつつあった。これと密接に関連しているスターリニズム政策における反ユダヤ主義(Anti Semitism)は、ゲオルギウ＝デジの利益につながった。ゲオルギウ＝デジは、ユダヤ人であるというだけでなく、邪魔者でもあったパウケルを排除する好機と捉えた。ゲオルギウ＝デジはスターリンに対し、パウケル一派への対策を積極的に働きかけた。1951年8月、ゲオルギウ＝デジはモスクワを訪問し、パウケルだけでなく、書記局にいる彼女の同盟者、ヴァスィーレ・ルカ(Vasile Luca)とテオハリ・ジョルジェスク(Teohari Georgescu)を粛清するため、スターリンから承認を得ようとした。しかし、政治学者のヴラディミール・ティスマナーノ(Vladimir Tismăneanu)によれば、記録文書による証拠に基づき、「アナ・パウケルの失脚は、-1980年代にルーマニアで出版された某小説が我々にそう思わせてはいるが、- ゲオルギウ＝デジによる巧妙な術策だけが原因なのではなく、より適切に言うなら、何よりも、スターリンがルーマニアで大規模な政治的粛清を開始する決定を下したからである」と結論付けている。
1952年5月27日、アナ・パウケル、ヴァスィーレ・ルカ、テオハリ・ジョルジェスクは書記局から粛清・追放された。彼らを退けたことで、ゲオルギウ＝デジの党と国家に対する支配力は強まった。
アナ・パウケルに対する非難は、ユダヤ民族主義ならびにイスラエルに対する彼女の立場に次第に焦点が当てられていった。彼女は「イスラエル公使館員と国内のユダヤ民族主義者による破壊活動と諜報活動を支援し、イスラエルの外交官と密約を交わし、イスラエルへのユダヤ人の移住に対して民族主義的な態度を示し、「国際ユダヤ国家建設運動」という最も重要な代理人を通して『敵』（アメリカ）に秘密を漏洩した」と告発された。
1953年2月18日、アナ・パウケルは逮捕された。彼女はルドルフ・スラーンスキー(Rudolf Slánský)らと同じく、見せしめ裁判(Show Trial)の準備を迎えるにあたって厳格な尋問と緩い拷問を受けた。
1953年3月にスターリンが死ぬと、彼女は4月20日に牢獄から釈放され、代わりに自宅軟禁の身で監視下に置かれた。ソ連の外務大臣で、ヴャチェスラーフ・モロトフ(Вячеслав Молотов)の妻、ポリーナ・ジョムチュジュナ(Полина Жемчужина)も刑務所に投獄されていたが、スターリンの死に伴い、釈放された。ポリーナはパウケルの友人の1人であり、伝えられるところでは、妻が夫に強く要請したことで、モロトフが直接介入した結果、パウケルの釈放に至ったという。
釈放されたパウケルに対し、別の党の代表がスターリンの死を伝えると、彼女はその場で突然泣き崩れた。このとき、仲間の党員が彼女に対し、冗談めかしてこう語りかけた。「泣くのを止めなさい。もしスターリンが存命中であれば、あなたの命は無かっただろう」
1954年5月、パウケルは党から除名された。
1956年2月にモスクワで開催されたソ連共産党第20回党大会のあと、ニキータ・フルシチョフがルーマニア共産党にパウケルを復権させ、彼女をルーマニアの新たな指導者に据えるかもしれない、と懸念された。ゲオルギウ＝デジは、パウケル、ヴァスィーレ・ルカ、テオハリ・ジョルジェスクらを、1940年代後半から1950年代前半にかけてスターリニズムに過剰に染まっていたという容疑で告発した。この4人が権力を握っていた時期は、政治的迫害と反対者の殺害（1949年から1952年にかけてピテシュティ刑務所で行われた洗脳実験）が目立っていた。ゲオルギウ＝デジはこれについての説明責任を負っていたが、パウケルらを非難することにより、スターリンの死後における自身の政策の存続を確かなものにした。
1956年、パウケルは党執行部の委員会に召喚され、尋問を受けた。彼女はその場で自身の罪を認めるよう要求された。彼女は無実を主張し、党員の1人として復帰したいと訴えるも受け入れられることは無かった。
その後、彼女は出版社「エディトゥラ・ポリティカ」(Editura Politică)にて、フランス語とドイツ語の翻訳家として働くことを許可されたが、署名する権限は与えられなかった。

## 死
1959年の春、パウケルは末期癌の再発と診断された。癌細胞は心臓と肺に転移していた。1960年6月3日、ブカレストにて、心停止を起こして亡くなった。

## 身代わり犠牲・悪玉化
ルーマニア共産党内部において指導的立場にあったころのパウケルは、スターリニズムに基づく政策の多くに反対したり、穏健化しようとしたにもかかわらず、ルーマニアの政治指導者たちは、党の正史における彼女について、断固とした過激な正統派のスターリニストであった、と再定義した。1950年代から1960年代にかけてルーマニア共産党の宣伝担当者が政権の初期に悪事を働いたとしてパウケルを悪玉化し、彼女は現在でも汚名を着せられている。ルーマニア国内においては、彼女は「Stalin cu fustă」（「スカートを穿いたスターリン」）と呼ばれることがある。2016年6月、アナ・パウケルについて描いた長編記録映画を公開した映画監督のラドゥ・ガーブラ(Radu Gabrea)は、パウケルが悪者扱いを受けていることについて、彼女の出自がユダヤ人であることや、ゲオルギウ＝デジから非難されたことにより、彼女は「歴史に名を遺す犯罪者」という地位に甘んじることになった、と語っている。
ルーマニア外務省の建物内部にある写真展示室からは、アナ・パウケルの肖像画は削除されている。
歴史家のロバート・レヴィ(Robert Levy)は以下のように書いた。「（「強大なスターリニズム」を掲げたコミンフォルムの時期に）ソ連が衛星国に押し付けた路線 -集団農場、クラークおよび都会住まいの資本家に対する戦い、ルクレチウ・パトラシュカーヌの起訴、スペイン内戦とフランスでの地下活動に関わった退役軍人の粛清、五カ年計画の規模、ルーマニア人のユダヤ民族主義者の見せしめ裁判の主催- 、・・・これらに抵抗し、ユダヤ人の大量移住を促進した共産指導者は、ヨシップ・ブロズ・ティトーを除けば彼女ぐらいのものだ」
また、レヴィは、「スターリニズム時代のあらゆる恐怖の元凶として党の宣伝者による悪玉化により、アナ・パウケルは長きに亘って戦後に始まった弾圧の最も罪深い党指導者として悪者にされ続けている。しかし、常に矛盾を抱えたこの人物は、自身がスターリニストであり、ルーマニアを共産主義に染めるうえで重要な役割を果たしたにもかかわらず、逆説的にはルーマニアでの党生活を象徴する、柔軟ではなく、不快なほどに厳しいスターリニズムに代わるものを示し、共産階級組織の中でルーマニアの農民を粘り強く支援し続けた人物として、誰も気付いていないものを遺した。それこそが真実である。アナ・パウケルの失脚は、ルーマニアにおいて改革主義の指導者が優勢となる可能性を排除し、のちのチャウシェスク政権で最高潮に達することになる極度の困窮をルーマニア国民が隠忍するのを運命付ける成り行きの重要な一歩となった」と書いた。
1965年3月19日にゲオルギウ＝デジが死ぬと、ニコラエ・チャウシェスク(Nicolae Ceaușescu)がルーマニア共産党書記長に就任した。1968年にパウケルの名誉回復がなされた。

## 私生活と家族

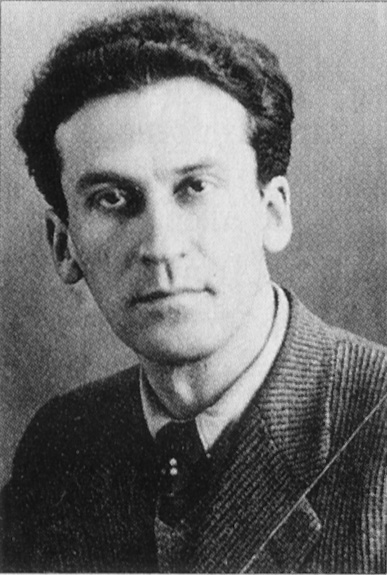
オイゲン・フリート

1921年に結婚したマルチェル・パウケルとのあいだに3人の子供を儲けている。
- ターニオ (1921–1922)
- ヴラッド (1926–2016)
- タティアーナ (1928–2011)

パウケルは夫を「トロツキスト」と呼んで糾弾したと言われていたが、コミンテルンの記録文書によれば、彼女はその噂を繰り返し否定していた。夫マルチェルは1938年8月16日に銃殺刑に処せられた。
また、パウケルは、チェコ・スロバキアの生まれでユダヤ人の共産活動家、オイゲン・フリート(Eugen Fried)とのあいだに娘のマーシャ（マリーア）を儲けている。パウケルは1932年にモスクワでマーシャを出産し、オイゲンがマーシャをフランスで育てた。オイゲン・フリートは1943年8月17日にブリュッセルにてゲシュタポに暗殺された。
1940年代末、パウケルは5人目の子供としてアレクサンドルを養子として引き取った。

## 参考
1. ↑  Robert Levy, Ana Pauker: The Rise and Fall of a Jewish Communist,  Berkeley: University of California Press, 2001, ISBN 0-520-22395-0, pp. 15–16, 39, 45–47.
2. 1 2  Levy, pp. 64–66. Levy's findings are based on documents in the Comintern and the Romanian Communist Party archives.
3. ↑  “Female Foreign Ministers”. www.guide2womenleaders.com. 2018年12月24日閲覧。
4. ↑  Levy, pp. 71-72.
5. ↑  Paula E. Hyman, "Romanian Leader's Political Biography Explores the Costs of Party Loyalty," The Forward, October 5, 2001, pp. 13-14; reprinted in  Haaretz, October 12, 2001.
6. ↑  Levy, p. 2.
7. ↑  “Ana Pauker”. Time Magazine (1948年9月20日). 2021年12月29日閲覧。
8. ↑  “A Girl Who Hated Cream Puffs”. Time Magazine (1948年9月20日). 2007年3月21日時点のオリジナルよりアーカイブ。2021年12月29日閲覧。
9. ↑  Levy, p. 75.
10. ↑  Levy, p. 74.
11. ↑  Levy, pp. 74–75.
12. ↑  Levy, pp. 177, 339, note 112.
13. ↑  Vladimir Tismaneanu, Stalinism for All Seasons: A Political History of Romanian Communism, Berkeley: University of California Press, 2003, pp. 92–93, 127.
14. ↑  Levy, pp. 86.
15. ↑  Corneliu Coposu, Dialoguri, with Vartan Arachelian (Bucharest, 1993), pp. 66–67.
16. ↑  This was revealed by Ion Cârja, the secretary general of the Association of Writers in Transylvania, who was himself arrested in 1949. --Ion Cârja, Canalul Morții, (Bucharest, 1993), p. 173. The judge was Colonel Alexandru Petrescu.
17. ↑  Norman Naimark, Slavic Review, Vol. 61, No. 2 (Summer 2002), p. 389.
18. ↑  Levy, pp. 3, 157.
19. ↑  Levy, pp. 87, 285, note 147 and 148.
20. ↑  Levy, pp. 88, 286, note 158.
21. ↑  Levy, pp. 153–162.
22. ↑  Levy, pp. 134–152.
23. ↑  Vladimir Tismaneanu, Stalinism for All Seasons: A Political History of Romanian Communism, p. 116.
24. ↑  "Report on the Party Commission Established to Clarify the Situation of Lucrețiu Pătrășcanu, submitted to the Party Leadership on June 29, 1968," Executive Archive of the Central Committee of the R.C.P., pp. 43–44; cited in Levy, p. 149, 321, note 137.
25. ↑  Levy, pp. 166–180
26. ↑  Levy, pp. 108–109
27. ↑  Levy, 109–111.
28. ↑  Gail Kligman and Katherine Verdery, Peasants Under Siege: The Collectivization of Romanian Agriculture, 1949–1962, Princeton: Princeton University Press, 2011, p. 105.
29. ↑  Levy, pp. 91–93
30. ↑  Levy, pp. 118–119
31. ↑  Levy, pp. 199–200.
32. ↑  Kligman and Verdery, Peasants Under Siege: The Collectivization of Romanian Agriculture, 1949–1962, pp. 105, 201–202.
33. ↑  Tismaneanu, Stalinism for All Seasons: A Political History of Romanian Communism, pp. 118–119.
34. ↑  Vladimir Tismăneanu, Gheorghiu-Dej and the Romanian Workers' Party: From De-Sovietization to the Emergence of National Communism, (Working Paper No. 37) Woodrow Wilson International Center for Scholars, Washington, D.C., 2002.
35. ↑  George H. Hodos, Show trials: Stalinist purges in Eastern Europe, 1948–1954, Praeger, New York, 1987. p.103. ISBN 0-275-92783-0; Levy, p. 199.
36. ↑  Vladimir Tismăneanu, Stalinism for All Seasons: A Political History of Romanian Communism, p. 133.
37. ↑  Levy, pp. 214, 217.
38. ↑  Levy, pp. 214, 218, 358, note 198.
39. 1 2  Levy, p. 219.
40. ↑  Levy, pp. 224–225.
41. ↑  Georgeta Daniela Oancea: Mythen und Vergangenheit: Rumänien nach der Wende. Dissertation an der Ludwig-Maximilians-Universität, München, 2005, S. 37 (pdf; 1,8 MB).
42. ↑  “Ana Pauker – "Stalin cu fustă"”. www.historia.ro. 2018年12月24日閲覧。
43. ↑  “Regizorul Radu Gabrea naște din nou controverse: Ana Pauker ar fi rămas pe nedrept în istorie cu statutul de criminală”.   Romanian Television. 2016年11月22日時点のオリジナルよりアーカイブ。2021年12月31日閲覧。
44. ↑  Levy, pp. 233–234.
45. ↑  Levy, p. 238.
46. ↑  Carr, William Guy (2013). Pawns in the Game. San Diego, California: Dauphin Publications Incorporated. ISBN 9781939438034. OCLC 870339535
47. ↑  Amalric, Jaques (1997年2月10日). “Livre. La biographie d'Eugen Fried” (フランス語). 2021年2月5日閲覧。